# Ilergetes
Los ilergetes o iltirgeskios 'habitantes de Iltirta' (gen. iltirgesken) en lengua indígena,  eran uno de los pueblos que ocupaban parte de la península ibérica antes de la llegada de los romanos. Formado a partir del sustrato étnico indígena, incorporaron múltiples influencias provenientes de la Edad del Bronce y de algunas de las tribus indoeuropeas que inmigraron a la península en el primer milenio a. C. (ya en la Edad del Hierro). 

## Territorio
Estaban ubicados en parte de lo que sería conocido posteriormente como la Tarraconense, desde el Bajo Urgel hasta el río Ebro, ocupando lo que en la actualidad son las provincias de Huesca y de Lérida, ocupando las ricas cuencas del río Segre, el Noguera Pallaresa, el Noguera Ribagorzana, el Cinca y el Alcanadre, aunque es impropio tratar de establecer fronteras definidas en aquella época. Se hallan señales de su presencia durante largos periodos en la actual provincia de Zaragoza y el norte de Castellón, donde presionaban a los edetanos.

## Sociedad
Su sociedad política estaba fundamentada en la existencia de un rey (régulos en las crónicas romanas, "reyes pequeños"), muy jerarquizada con oligarcas que mantenían la estructura social y un fuerte componente militar. Se sostiene la tesis de que era una sociedad muy avanzada a la llegada de los romanos y que eran buenos comerciantes. Algunas ciudades grandes parecían disponer de una cierta autonomía con órganos de gobierno a modo de curias a partir del siglo I a. C., aunque bien podrían estar influidas por el proceso de romanización acentuada a partir del 195 a. C.
Su capital era Atanagrum, cuya ubicación exacta se desconoce, aunque se sospecha que podría ubicarse en el yacimiento de El Molí de l'Espígol, en el municipio de Tornabous, en la provincia de Lérida. Otra ciudad importante era Ilerda, también denominada Iltirta o Iltirda, (la actual Lérida), y que en determinados momentos fue también capital, llegando a considerarse en algunos periodos como la ciudad más grande en la península al norte de Sagunto.
Su economía estaba basada en la ganadería y el cultivo de grano. Se han encontrado molinos manuales giratorios. Fue muy importante el desarrollo de la metalurgia, la orfebrería y la industria textil. La cerámica tenía componentes fenicios y griegos, con motivos ornamentales geométricos. Usaban la moneda, de bronce (ases) y de plata (dracmas), al menos desde el siglo III a. C., lo que favoreció el comercio y la captación de impuestos.

## Historia

Idiomas en la península ibérica en el 300 a. C.

Su figura más notable fue el rey Indíbil (h. 258 a. C. - 205 a. C.) que primero como aliado de Cartago, sostuvo diversos enfrentamientos con los romanos, durante la segunda guerra púnica. La ubicación estratégica del territorio de los ilergetes favoreció sus alianzas con Roma o Cartago (casi siempre con esta última), aunque se afirma en la actualidad de manera unánime que el auténtico interés de los ilergetes y sus caudillos era favorecer sus propios intereses, defender su pueblo y extenderse más allá de sus fronteras conquistando a los pueblos vecinos al margen de las dos grandes potencias del Mediterráneo occidental del momento.
Además de las batallas donde Indíbil y Mandonio, lugarteniente de aquel, intervinieron, los ilergetes todavía se sublevaron en el 195 a. C. contra Roma y debieron ser sometidos por Catón. A partir de este momento comienza la decadencia de este pueblo que en el 192 a. C. debe pedir a Roma ayuda para defenderse de sus vecinos, sometidos ya a vasallaje romano sus reyes y eliminadas las defensas de las ciudades.
El yacimiento arqueológico de un asentamiento ilergete que más información ha ofrecido sobre la historia de este pueblo, además de las obras de los autores antiguos romanos, es el de La Pedrera de Vallfogona.